# Pardosa yadongensis
Pardosa yadongensis is een spinnensoort uit de familie wolfspinnen (Lycosidae). De soort komt voor in China. 